# Straß (Hürtgenwald)
Straß is een plaats in het noorden van de Duitse gemeente Hürtgenwald, deelstaat Noordrijn-Westfalen, en telt 677 inwoners (31 maart 2021).
Straß ligt ietwat bezijden de hoofdwegen, ten zuidoosten van Gey en ten westen van Bergheim, gem. Kreuzau.
Het dorpje liep in de Tweede Wereldoorlog zeer zware oorlogsschade op, zie ook Gey (Hürtgenwald). Na de oorlog is Straß geheel opnieuw opgebouwd.

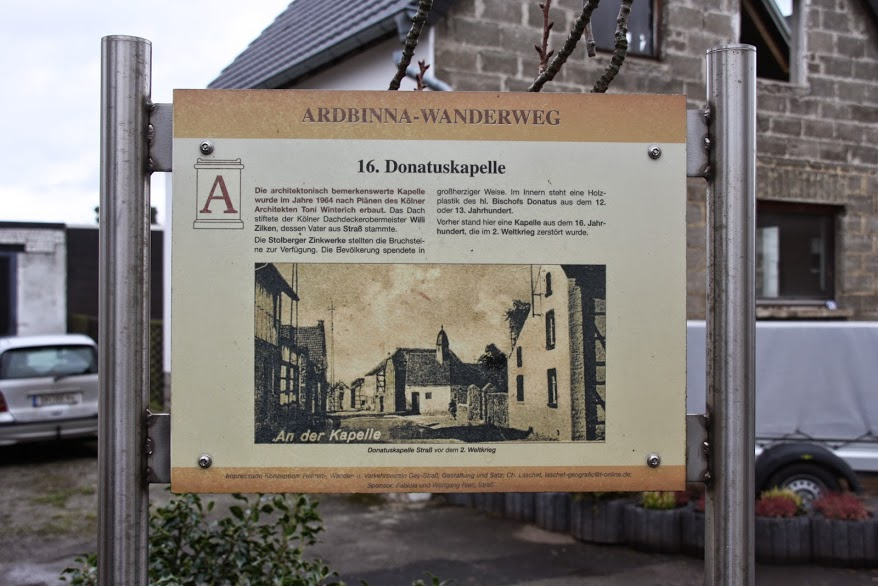
Info-paneel bij de Donatuskapel in Straß